# 당구
당구(撞球), 또는 큐스포츠(영어: cue sports, billiards, pool)는 부드러운 천을 깐 테이블 위에 합성수지 또는 상아로 된 공을 올려놓고 막대기(큐)로 쳐서 승부를 가리는 구기 종목이다. 대중적인 스포츠이면서 레크리에이션으로도 인기가 높다.

## 당구의 역사
당구는 B.C 400년경 그리스에서 시작되었다고 하나 정확한 것은 알 수 없다. 현대식 당구는 영국에서 14세기경에 성행하던 크리켓 경기를 실내에서 할 수 있도록 개량한 것과 프랑스에서 16세기 경 왕실 예술가 A. 비니가 고안한 것을 시초로 본다. 초기에는 당구대도 커다란 평판이었고 큐도 굽은 막대 또는 금속 막대였다고 한다. 유럽에서는 공끼리 맞게 하여 점수를 헤아렸으나, 특히 영국의 경우 당구대 위에 아치 모양의 문을 만들어 두거나 양 끝에 구멍을 만들어 그 속에 공을 맞혀 넣는 포켓 게임이 행해졌다. 그 후 큐도 똑바른 나무 막대기로 바뀌는가 하면, 1818년에는 공의 미끄럼을 방지하는 회분(초크)을 큐 끝에 바르는 방법이 개발되었다. 이에 1837년 당구대 가장자리에 고무 쿠션을 달아 탄력을 주는 등 획기적인 발전을 거듭하여 오늘에 이르고 있다. 1998년 아시아 경기대회 정식 종목으로 채택되었다.

## 당구의 경기 시설과 용구
당구대

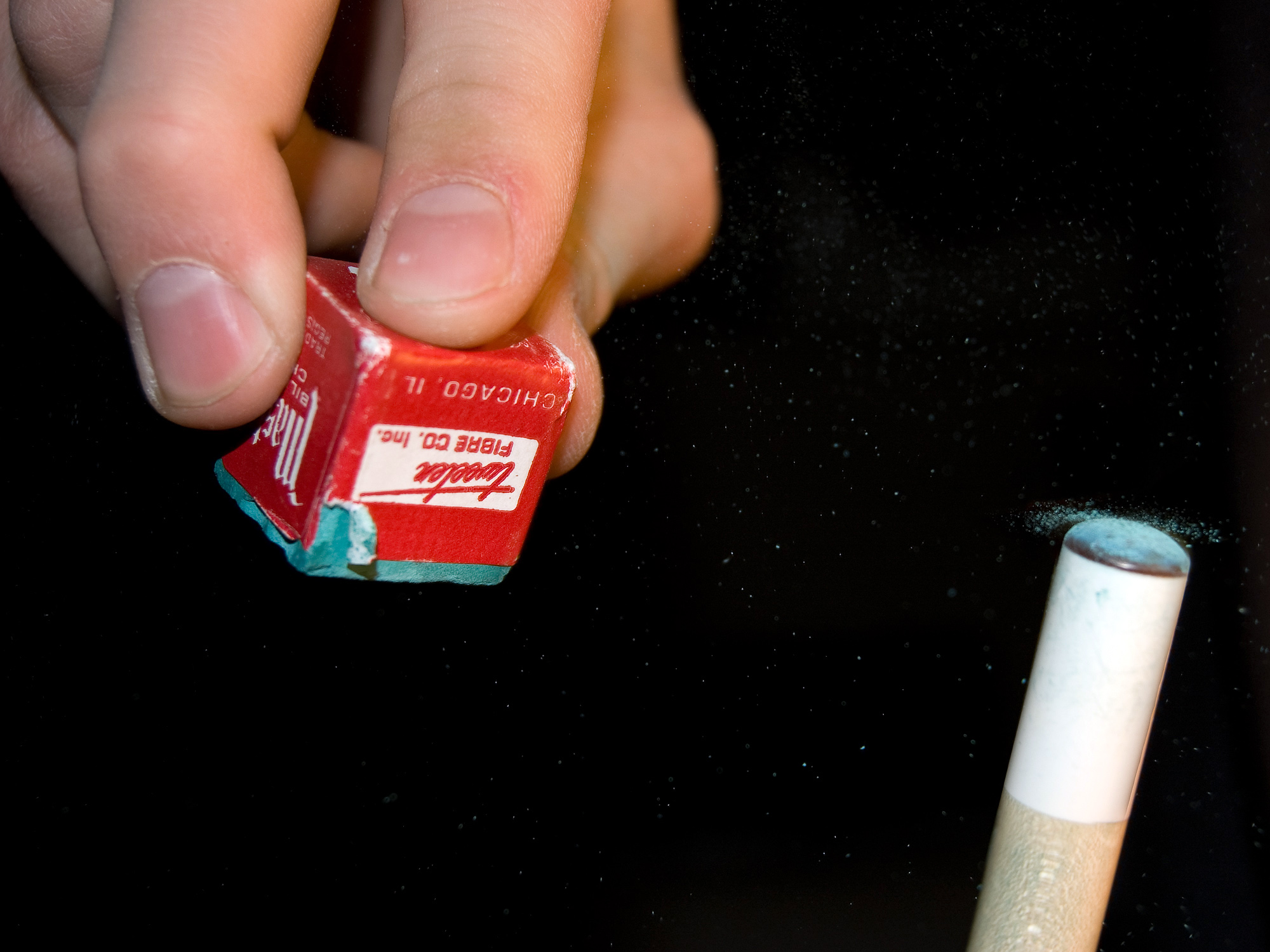
큐대 위에 초크를 바른다.

종목에 따라 크기나 높이가 다르다. 4구와 포켓 게임의 경우에는 4.5×9피트(1피트는 30.479cm), 스리쿠션의 경우에는 5×10피트, 스누커의 경우에는 6×12피트이다.
당구공
양질의 상아로 만든 제품도 있지만, 대부분 합성수지 제품이다. 캐럼 게임용은 지름 61.5mm, 4구 게임용은 65.5mm, 포켓 게임용은 57.1mm, 스누커는 52.4mm이다.
큐 또는 큐대
나무의 재질이 좋은 단풍나무가 주로 사용되며, 길이는 약 150cm, 무게는 420-595g. 큐의 끝에는 가죽으로 된 팁이 붙어 있다.
회분 또는 초크(Chalk)
석회질을 주요 재료로 해서 굳힌 것인데, 공을 칠 때 팁이 미끄러지지 않도록 칠하는 데 사용한다.

## 당구의 경기 방법 및 규칙
여러 종목이 있으나 크게 4구·보크라인·3구 등 캐럼 게임과 로테이션·나인볼 등의 포켓 게임, 기타 경기인 스누커 등으로 나눌 수 있다. 경기 규칙은 종목에 따라 약간씩 차이는 있지만, 서브권의 선택 방법, 무효·유효·실격·벌칙 등의 규칙은 대체로 같다.

### 캐럼 빌리어드(carom billiards)

#### 4구(four-ball)
모든 종목이 마찬가지로 항상 자신의 공으로 지정된 공을 친다. 자신의 공은 흰색과 노란색 공 중 1개를 정한다. 흰색 공과 노란색 공 각각 1개씩, 빨간색 공 2개로 경기를 하는데, 자신의 공을 쳐서 빨간색 공 2개만을 맞추면 1점을 얻는다. 성공하면 다시 한 번 칠 기회가 주어진다. 1개의 빨간색 공만 맞추는 것은 점수에 영향을 주지 않으며, 만약 아무 공도 터치하지 못했거나 자신의 공과 다른 색 공을 맞추면 1점을 깎는다. 자신의 목표점수에 먼저 도달하면 승리한다.

#### 보크라인·3구(three-cushion billiards)
빨간색, 흰색, 노란색 공 각 1개로 경기를 한다. 보크라인은 대면에 제한 테두리를 그려 놓고 1회치기, 2회치기 등을 하는 경기이다. 라인을 긋는 방식에 따라 47-1, 71-2 등으로 나뉜다. 스리쿠션은 2개의 표적공을 다 맞히기 전에 3회 이상 쿠션에 닿아야 한다.

### 풀(pool)/포켓 빌리어드(pocket billiards)

#### 포켓 게임
포켓볼 또는 풀(pool)이라고도 하는데, 대면의 네 모서리와 긴 쪽의 쿠션 중앙에 하나씩 모두 6개의 구멍(포켓)이 있는 당구대에서 큐볼과 표적구 15개를 가지고 실시한다. 경기 방식은 여러 가지이지만 일반적으로는 1에서부터 번호순으로 포켓에 공을 쳐서 점수가 61점이 되면 이기는 넣는 로테이션 경기, 단색 공이나 줄무늬 공 중 한 유형을 선택해 그 유형의 공들을 다 넣은 뒤에 8번 공을 넣으면 이기는 에잇볼 경기, 공을 1부터 10번까지 넣으면 이기는 텐볼 경기, 공을 1번부터 9번까지 넣으면 이기는 나인볼 경기, 공을 1번부터 쭉 넣어서 100점이 되면 이기는 스트레이트 경기 등 여러 경기가 있다.

#### 스누커(snooker)
1980년부터 인기를 끌기 시작한 경기이다. 포켓 게임을 하는 당구대에서 큐볼 1개와 각각 다른 점수를 표시한 표적구 21개를 가지고 하는데, 숫자가 보다 큰 공을 포켓에 집어 넣어 승부를 겨룬다.

## 당구 용어
- 그랜드 애버리지(Grand Average): 총득점을 총이닝 수로 나눈 것, 즉 1이닝 평균득점률.
- 끌어치기(Draw Shot): 자기 공의 아래쪽을 쳐서 표적공에 맞는 순간 역회전하여 되돌아오게 치는 법.
- 나인볼 경기(Nine Ball Game): 1번부터 9번까지의 표적공을 사용하는 포켓 게임의 일종.
- 너스(Nurse): 자기 공과 표적공을 모아 놓고 치는 것.
- 마세(Masse): 큐를 세워서 찍듯이 공을 내려 맞히는 경기.
- 밀어치기(Follow Shot): 자기 공의 위쪽을 쳐서 표적공을 맞힌 후 전진 운동에 의하여 앞으로 나가게 치는 법.
- 뱅크 샷(Bank Shot): 포켓 게임에서 표적공이 직접 포켓에 들어가지 않고 1회 이상 쿠션에 맞은 후 들어가게 치는 법.
- 뱅킹(Banking): 선공(先攻)을 결정하기 위하여 공을 치는 일.
- 빈쿠션치기(Rail First Shot): 표적공에 맞기 전에 자기 공을 쿠션에 부딪히게 한 후 맞게 하는 법.
- 캐논 샷(Cannon Shot): 포켓 게임에서 자기 공을 1회 쳐서 2개 이상의 표적공을 포켓에 들어가게 치는 법.
- 캐럼 게임(Carom Game): 자기 공으로 2개 이상의 표적공을 맞히는 경기.
- 프로즌(Frozen): 자기 공이 다른 공이나 쿠션에 밀착해 있는 것.
- 하이런 (High Run): 1이닝에서 최고로 기록한 연속 득점.
- 헤드 스폿(Head Spot): 포켓 게임에서 벳 라인의 중심점.

## 같이 보기
- 세계 당구 연맹(WCBS)
- 4구 당구(영어판)